# Hanif Kureishi
Hanif Kureishi född 5 december 1954 i Bromley, Kent, är en brittisk författare. Kureishi har varit verksam i flera genrer men är mest känd som romanförfattare och författare till filmmanus. 

## Bakgrund
Kureishi växte upp i en av Londons södra förstäder. Modern var från England och fadern, Rafiushan, från Pakistan. Denne härstammade från Madras, men kom till Storbritannien som för att studera juridik, men han avbröt studierna efterhand för att arbeta vid den pakistanska beskickningen i London. Rafiushan gifte sig med Audrey Buss varefter paret bosatte sig i Bromley. Där föddes också Hanif Kureishi. 
Haif Kureishi gick som ung på Bromley Technical High School. Han studerade filosofi, först vid universitetet i Lancaster, sedan vid King's College i London.

## Konstnärlig karriär
Kureishi uppmärksammades på allvar som manusförfattare till långfilmen Min sköna tvättomat, 1985. Filmen, som regisserades av Stephen Frears, handlar om en pakistansk-brittisk ung man som växer upp i 1980-talets London. Genombrottet som författare kom med romanen Förorternas Buddha (1990). Boken filmades av BBC och visades som TV-serie. Seriens musik skrevs av David Bowie.
2008 utnämndes Kureishi till kommendör av den brittiska imperieorden. I september 2008 framträdde Hanif Kureshi vid Bok- och biblioteksmässan i Göteborg.
Vid en fallolycka i Rom i december 2022 skadade Kureishi ryggraden så illa att han blev helt förlamad, oförmögen att röra armar eller ben.